# Nespeky
Nespeky (en allemand : Dnespek) est une commune du district de Benešov, dans la région de Bohême-Centrale, en République tchèque. Sa population s'élevait à 755 habitants en 2020.

## Géographie
Nespeky est arrosée par la Sázava et se trouve à 6 km au nord-est de Týnec nad Sázavou, à 9 km au nord-nord-est de Benešov et à 29 km au sud-est de Prague.
La commune est limitée par Řehenice au nord, par Pyšely et Čerčany à l'est, par Poříčí nad Sázavou au sud et par Týnec nad Sázavou au sud et à l'ouest.

## Histoire
La première mention écrite de la localité date de 1380.